# Tarenna monticola
Tarenna monticola là một loài thực vật có hoa trong họ Thiến thảo. Loài này được S.T.Reynolds & P.I.Forst. mô tả khoa học đầu tiên năm 2005.